# М'єлушей
М'єлушей (рум. Mielușei) — село у повіті Горж в Румунії. Входить до складу комуни Стойна.
Село розташоване на відстані 194 км на захід від Бухареста, 50 км на південний схід від Тиргу-Жіу, 40 км на північ від Крайови.

## Населення
За даними перепису населення 2002 року у селі проживали 78 осіб, усі — румуни. Усі жителі села рідною мовою назвали румунську.